# Josef Groll
 (avril 2021).
Si vous disposez d'ouvrages ou d'articles de référence ou si vous connaissez des sites web de qualité traitant du thème abordé ici, merci de compléter l'article en donnant les références utiles à sa vérifiabilité et en les liant à la section « Notes et références ».
Pour les articles homonymes, voir Groll.
Josef Groll (né le 21 août 1813 à Vilshofen an der Donau, mort le 22 octobre 1887 dans la même ville) était un maître brasseur bavarois. Il est l'inventeur de la bière Pilsner Urquell, qui jouit toujours d'une grande popularité.

## Biographie
Son père Joseph était propriétaire d'une brasserie à Vilshofen et avait depuis longtemps expérimenté la recette d'une bière de  basse fermentation. 
À Plzen n'était brassée jusque-là qu'une bière avec une levure de fermentation haute. La qualité et la durée de vie étaient si mauvaises que plusieurs barils de bière Pilsener furent jetés pour sensibiliser l'opinion sur sa qualité inacceptable. Les citoyens brasseurs de Pilsen ont alors décidé de construire une nouvelle brasserie avec les conditions techniques requises pour une basse fermentation en raison de la durée de vie plus longue de stockage de la bière. Comme les conditions climatiques de Bohême et de la Bavière sont semblables, il était possible de stocker la glace nécessaire à la basse fermentation (de 4 à 9 °C).
La bière bavaroise avait une excellente réputation, les brasseurs bavarois étaient considérés comme les maîtres de leur commerce. Le 5 octobre 1842 Groll appelé à Pilsen brasse le premier lot de Pilsen que rien ne diffère à certains égards des bières de sa patrie : il a profité du sel très faible, de l'eau douce de Bohême et du houblon local (Saaz). 
Pour la bière Pilsener il utilisa un moyen inhabituel, car au lieu de prendre un malt foncé, il s'est servi d'un malt clair légèrement grillé qui donne à la Pilsner Urquell un goût distinctif et une couleur caractéristique jaune d'or. Le 11 novembre 1842 elle fut distribuée pour la première fois aux brasseries Zum Goldenen Adler, Zur weißen Rose et Hanes.
Le 30 avril 1845 son contrat à la brasserie Bürgerlichen Brauhaus de Pilsen n'a pas été renouvelé. La brasserie Grollsche Brauerei de son père a été transféré après son retour de Pilsen au fils de Josef Groll. Il est décédé à l'âge de 74 ans dans sa ville natale Vilshofen dans la brasserie Wolferstetter Keller (de) en dégustant une bière. La brasserie Groll n'existe plus mais la brasserie Brauerei Wolferstetter perpétue son souvenir en brassant une bière Josef Groll Pils.